# ヘルムート・フロシャウアー
ヘルムート・フロシャウアー（Helmuth Froschauer, 1933年9月22日 - 2019年8月18日）は、オーストリアの指揮者。
ウィーンの生まれ。ウィーン少年合唱団に所属して音楽を学び、ウィーン音楽院に進学してピアノ、ホルン、作曲のほか、ハンス・スワロフスキーに指揮法を教わった。1953年から1965年まで古巣のウィーン少年合唱団で指揮者を務め、1960年代前半にはウィーン交響楽団とディズニー映画の音楽も担当した。1968年から1991年までウィーン国立歌劇場のゾーロレペティートアを務める傍らでウィーン楽友協会合唱団の指揮者を務め、ブレゲンツ音楽祭やザルツブルク音楽祭等でも合唱団を指揮した。1992年から1997年までケルン放送合唱団の指揮者を務めた後、ケルン放送管弦楽団の首席指揮者に転出した。2003年に同ポストを勇退して名誉指揮者となった。
2019年8月18日に死去。85歳没。